# Nájera
Nájera és un municipi de la Rioja, a la regió de la Rioja Alta.

## Història
Els estudis arqueològics assenyalen una densa ocupació prehistòrica dels turons que voregen la ciutat actual i dels situats en el seu terme municipal, almenys des de l'edat de bronze. Durant l'edat de ferro s'aprecia un continuat procés de concentració de la població que desembocarà en l'aparició de poblats més complexos compostos per habitatges rectangulars parcialment excavades en la roca, construïdes amb entramats de fusta i atovons (Cerro Molino). Aquests poblats celtibers que troben, i de vegades destruïxen, els conquistadors romans es corresponen als pobladors berons que citen les fonts clàssiques.
Durant el període romà, la Nájera actual formà part de Tritium Magallum, localitat situada a dos quilòmetres. Sota domini musulmà s'aixeca un castell-refugi en el cim del turó que domina Nájera, plaça que serà fonamental en el control de La Rioja Alta i de la frontera cristiana. Des de principis del segle x s'esmenta Nájera en les narracions sobre les contínues lluites entre moros i cristians. A la població li van donar els àrabs el nom de Náxara ("Lloc entre penyes" o "Lloc al migdia") i al seu riu Nalia el van nomenar Naxarilla.

### Regne de Nájera - Pamplona, 923-1076
Sanç I de Navarra, el 923, en col·laboració amb Ordoni II de Lleó, recupera Nájera i la Rioja Mitjana i Alta, que deixa sota domini del seu fill Garcia II Sanxes I de Navarra amb la denominació de Regne de Nájera. Després de la destrucció de Pamplona per Abd al-Rahman III en el 924 i la mort del seu pare a l'any següent, Garcia Sanxes trasllada la seva residència a Nájera, en detriment de Pamplona. Es denomina des de llavors rei de Nájera-Pamplona. Garcia Sanxes va desenvolupar una activa política de repoblació dels nous territoris i va afavorir amb quantioses donacions als monestirs de la zona, especialment a San Millán de la Cogolla. La mateixa política mantindrà durant els primers anys Sanç II de Navarra (970 - 994), però les campanyes d'Almansor li obligaran, igual que al seu fill Garcia Sanxes II de Navarra el Tremolós (994 - 1004), a signar capitulacions i pagar tributs a Còrdova.
Amb Sanç III el Major (1004 - 1035) el Regne arriba a la seva major extensió, abastant bona part del terç nord peninsular, des de Catalunya a Cantàbria. Sanç III va ser el gran impulsor de la ciutat de Nájera, on va celebrar Corts i va atorgar el famós fur de Nájera, origen de la legislació navarresa i base del dret nacional. Durant el seu regnat es va encunyar en Nájera la primera moneda de la Reconquesta. Va afavorir les peregrinacions a Santiago de Compostel·la, establint albergs i hospitals, i convertint a la ciutat en punt clau de la ruta jacobea del Camí de Santiago. Després de la mort de Sanç III es reparteix el seu regne entre els seus fills Garcia Sanxes III de Navarra, Ferran I de Castella, Ramir I d'Aragó i Gonçal I de Ribagorça, convertint-se Nájera en bressol dels regnes de Navarra, Castella i Aragó, corresponent al primogènit, Garcia Sanxes III (1035 - 1054), anomenat el de Nájera per haver nascut i estar enterrat en la ciutat, els territoris patrimonials de Nájera i Pamplona, així com l'hegemonia política sobre els altres després de la batalla de Tafalla.
García el de Nájera va estendre els seus dominis per la Rioja Baixa conquistant Calahorra a la taifa de Saragossa, va fundar el Monestir de Santa María la Real com seu episcopal, dotant-la de nombroses propietats, i va afavorir els escriptoris monàstics de San Millán, Nájera i Albelda. Va morir en la batalla d'Atapuerca en lluita contra el seu germà Ferran I de Castella, el 15 de setembre de 1054. El succeïx Sanç IV de Navarra el de Peñalén (1054- 1076), que culmina les obres de Santa María la Real. En 1067 se celebra en el monestir el concili en el qual s'acorda la substitució del ritu mossàrab pel romà. Unit al seu cosí Sanç Ramírez d'Aragó, va plantar cara als intents annexionistes del rei de Castella.
Al juny de 1076, Sanç IV és assassinat pel seu germà Ramon a Peñalén, actual Funes. Els conflictes que provoca aquest esdeveniment desemboquen en la invasió de Pamplona per Castella, i Ènnec I López com a senyor de Nàjera es declara vassall del rei de Castella, duent a la divisió del regne. La part navarresa va quedar annexionada a la corona d'Aragó, i Biscaia, Nájera, Calahorra i altres llocs fronterers van ser incorporades als dominis d'Alfons VI de Castella, que al·legava drets hereditaris, passant el govern de Nàjera al comte García Ordóñez, marit d'Urraca de Navarra, germana de Garcia Sanxes III de Pamplona, mentre que Ènnec va recuperar el senyoriu de Biscaia.

### Altres successos
La integració a Castella no suposa, no obstant això, la pèrdua de prestigi i pes polític de Nájera. La ciutat va tenir un paper important en la vida política i econòmica castellana i fou escenari de notables esdeveniments. Berenguera de Castella, amb suport de Lope Díaz II d'Haro va cedeir la corona de Castella al seu fill Ferran III de Castella, el Sant l'1 de maig de 1217. La coronació va tenir lloc a Nájera, en el punt del passeig de San Julián assenyalat pel corresponent monument commemoratiu, on anualment la ciutat commemora el fet.
Nájera es va veure embolicada en la lluita fratricida entre Pere el Cruel, i Enric de Trastámara. Un dels enfrontaments armats més sagnants va ser la batalla de Nájera. El 3 d'abril de 1367, Pere I, amb el suport de les tropes angleses comandades pel Príncep Negre, derrotà contundentment Enric II. La ciutat va patir una dura repressió que va augmentar la fama de crueltat de Pere I.
Joan II de Castella la va honrar amb el títol de Ciutat en 1438. Enric IV de Castella li va concedir l'apel·latiu de "Molt Noble i Molt Lleial" el 1454. L'any 1465 Enric IV de Castella feu donació de la ciutat de Nájera, del seu castell i fortalesa, a Pedro Manrique de Lara, comte de Treviño, aquesta donació va ser confirmada el 1482 pels Reis Catòlics, que li van atorgar a més, el ducat de Nájera. Els Manrique de Lara seran ferms partidaris d'Isabel I de Castella la Catòlica i posteriorment del seu net Carles I d'Espanya, tal com ho van demostrar durant la Revolta de les Comunitats de Castella.
El 1520 Nájera es va sumar a l'aixecament comuner contra la política imperial de Carles I. Els rebels ocuparen el castell de Malpica, assaltaren l'Alcàsser i des d'allà bombardegaren la ciutat. L'aixecament fou sufocat per les tropes d'Antonio Manrique de Lara, segon Duc de Nájera, al servei del qual es trobava Iñigo de Oñez y Loyola. Nájera va rebre la visita de l'emperador Carles I el 1520, 1523 i 1542, i del seu fill Felip II el 1592, de passada cap a les Corts d'Aragó a Tarazona.
Durant la Guerra de la Independència Espanyola contra les tropes de Napoleó va ser ocupada pels francesos, que van confiscar béns i van imposar fortes contribucions als najerins, saquejant tot el que van trobar de valor material i artístic, especialment a Santa María la Real.

## Esports
L'equip més representatiu de la ciutat és el Náxara Club Deportivo, que competeix en el grup 16 de la Tercera divisió de la lliga espanyola de futbol. Va ser fundat el 1966 i l'any 2004 va assolir l'ascens a categoria nacional.

## Persones il·lustres
- Félix Morga Rocandio